# Großsteingräber bei Ankelohe
Die Großsteingräber bei Ankelohe waren drei megalithische Grabanlagen der jungsteinzeitlichen Trichterbecherkultur bei Ankelohe, einem Ortsteil der Ortschaft Bad Bederkesa in der Stadt Geestland im niedersächsischen Landkreis Cuxhaven. Sie wurden im 19. Jahrhundert zerstört. Ihr genauer Standort ist nicht überliefert. Alle drei Anlagen besaßen Hünenbetten, deren Umfassungssteine bereits vor 1841 vollständig entfernt worden waren. Auch die Grabkammern waren zu dieser Zeit bereits beschädigt. Johann Karl Wächter konnte bei jedem Grab eine nicht genannte Zahl von Wandsteinen sowie jeweils zwei abgewälzte Decksteine erkennen. Rückschlüsse auf den genauen Grabtyp sind anhand dieser Beschreibung nicht möglich.